# Єгор'євка (Тюльганський район)
Єго́р'євка (рос. Егорьевка) — хутір у складі Тюльганського району Оренбурзької області, Росія.

## Населення
Населення — 10 осіб (2010; 29 у 2002).
Національний склад (станом на 2002 рік):
- казахи — 62 %